# 田中元 (政治家)
田中 元（たなか はじめ、1912年〈大正元年〉8月24日 - 1953年〈昭和28年〉8月28日）は、昭和期の実業家、政治家。衆議院議員。

## 経歴
北海道函館区（現函館市）で生まれる。北海道庁立函館中学校（現北海道函館中部高等学校）を経て、1939年（昭和14年）東京歯科医学専門学校（現東京歯科大学）を卒業した。興亜院嘱託となり、同技手、在北京大使館技手、同技師を歴任した。
その後、日本興行取締役、函館ミツワ商会取締役会長、大洋貿易社長、函館ドック顧問などを務めた。
1949年（昭和24年）1月、第24回衆議院議員総選挙で北海道第3区から民主自由党所属で出馬して初当選。第25回総選挙で自由党所属で出馬するも次点で落選。1953年（昭和28年）4月の第26回総選挙で再選されたが、同年8月に死去し、衆議院議員を通算2期務めた。この間、自由党副幹事長に在任した。

## 親族
- 父 田中正（函館市会副議長）[4]
- 弟 田中正巳（衆議院議員・参議院議員）[4]